# Chanaz
Chanaz ist eine französische Gemeinde mit 551 Einwohnern (Stand 1. Januar 2022) im Département Savoie in der Region Auvergne-Rhône-Alpes. Sie gehört zum Arrondissement Chambéry und ist Mitglied im Gemeindeverband Communauté d’agglomération Grand Lac. Die Bewohner werden Chanaziens und Chanaziennes genannt.
Die Gemeinde erhielt 2022 die Auszeichnung „Zwei Blumen“, die vom Conseil national des villes et villages fleuris (CNVVF) im Rahmen des jährlichen Wettbewerbs der blumengeschmückten Städte und Dörfer verliehen wird.

## Geographie

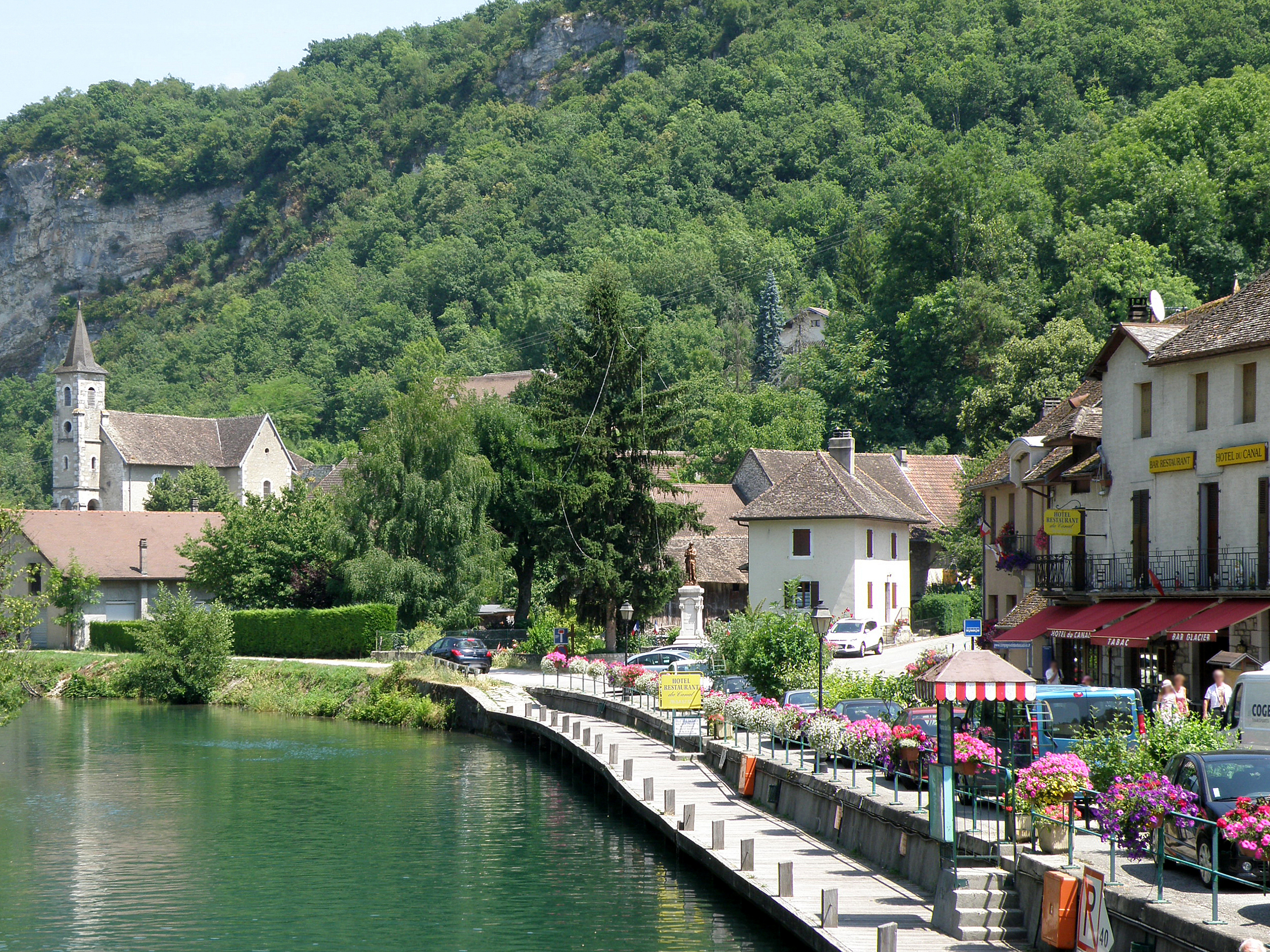
Ortskern von Chanaz mit Promenade

Chanaz liegt auf 232 m, in der Nähe von Culoz, etwa 29 Kilometer nordnordwestlich der Stadt Chambéry (Luftlinie). Das Städtchen erstreckt sich im äußersten Nordwesten des Département Savoie an der Grenze zum benachbarten Département Ain, nahe dem Lac du Bourget, an der Mündung des Canal de Savières in die Rhone. Es liegt am Nordfuß des Mont Landard, der im südlichen französischen Jura den Rand einer Antiklinalen bildet, die sich mit dem Mont du Chat und der Chaîne de l’Épine nach Süden fortsetzt und im Osten an den Lac du Bourget grenzt.
Die Fläche des 6,75 km² großen Gemeindegebiets umfasst einen Abschnitt des Rhonetals. Die Rhone fließt hier in einem breiten Tal von Norden nach Süden. Die westliche Grenze verläuft entlang der Rhone, die unterhalb des Dorfes durch ein Wehr (Barrage de Savières) aufgestaut ist. Deshalb wird ihr Wasser auf einen Kanal und auf ein breites Altwasserflussbett aufgeteilt. Vom Flusslauf erstreckt sich das Gemeindeareal ostwärts auf den bewaldeten Höhenrücken des Mont Landard (mit 583 m die höchste Erhebung von Chanaz) und auf dessen nördlichen Ausläufer Le Communal (515 m). Entlang dem Canal de Savières reicht das Gebiet in die Chautagne und fast bis an den Lac du Bourget.
Zu Chanaz gehören neben dem eigentlichen Ortskern auch mehrere Weilersiedlungen und Gehöfte, darunter: 
- Flandre (250 m) leicht erhöht am Südrand der Ebene der Chautagne
- Sindon (390 m) auf dem nördlichen Ausläufer des Mont Landard über dem Lac du Bourget
- Landard (400 m) auf einem Plateau am Fuß des Mont Landard
- ein Teil von Portout (240 m) nördlich des Lac du Bourget

Nachbargemeinden von Chanaz sind Vions im Norden, Chindrieux, Conjux und Saint-Pierre-de-Curtille im Osten, Lucey im Süden, Cressin-Rochefort im Südwesten, Lavours im Westen sowie Culoz-Béon im Nordwesten.

## Geschichte
Das Gemeindegebiet von Chanaz war bereits während der Römerzeit besiedelt. Portout war im 5. Jahrhundert ein kleiner Handelshafen mit einem Töpfereizentrum. Erstmals urkundlich erwähnt wird Chanaz im 11. Jahrhundert. Der Ortsname geht auf das altfranzösische Wort chaisne (Eiche) zurück. Im 13. und 14. Jahrhundert war der Ort Sitz einer Kastlanei des Hauses Savoyen. Chanaz erlangte seine Bedeutung als wichtige Zollstation am Wasser- und Landweg durch das Rhonetal.

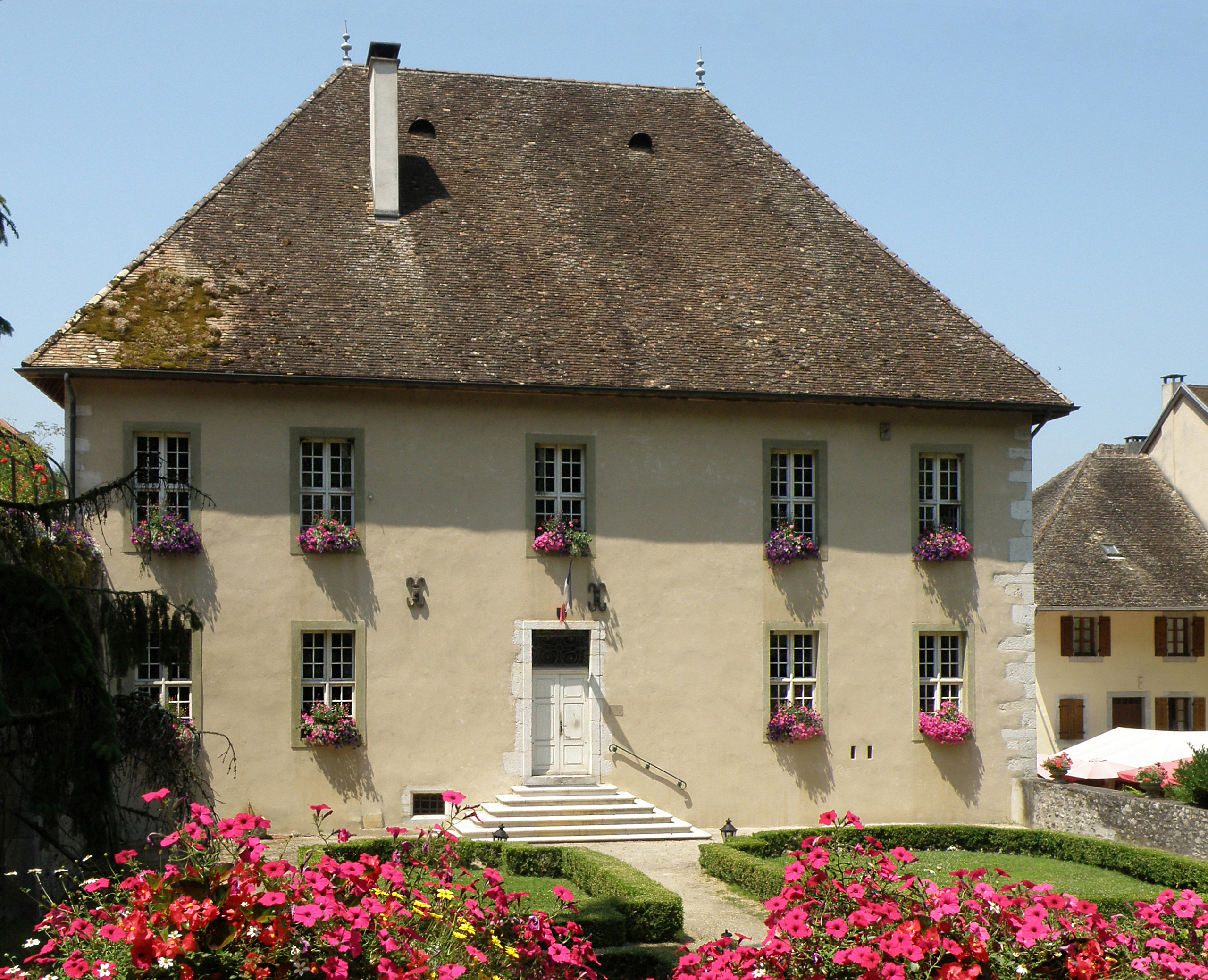
Mairie (Bürgermeisteramt) im Maison de Boigne

## Sehenswürdigkeiten
Die Pfarrkirche Sainte-Appolline von Chanaz wurde im 19. Jahrhundert errichtet und besitzt eine reiche Ausstattung, die aus dem Vorgängerbau stammt. Nahe der Rhone steht die romanische Kapelle Orgeval. 
Chanaz besitzt einen mittelalterlichen Ortskern mit zahlreichen Häusern aus dem 15. und 16. Jahrhundert. Das Bürgermeisteramt, einst ein Herrschaftshaus, wurde im 16. Jahrhundert erbaut und ist als Monument historique eingeschrieben.
Im 19. Jahrhundert gelangte es in den Besitz von General Benoît de Boigne und wurde umgestaltet, dabei erhielt es den Namen Maison de Boigne. Eine Ölmühle stammt von 1868. In der ehemaligen gotischen Kapelle Notre-Dame de Miséricorde befindet sich heute das Musée Gallo-Romain, das Fundstücke zeigt, die bei Ausgrabungen einer römischen Siedlung bei Portout entdeckt wurden.

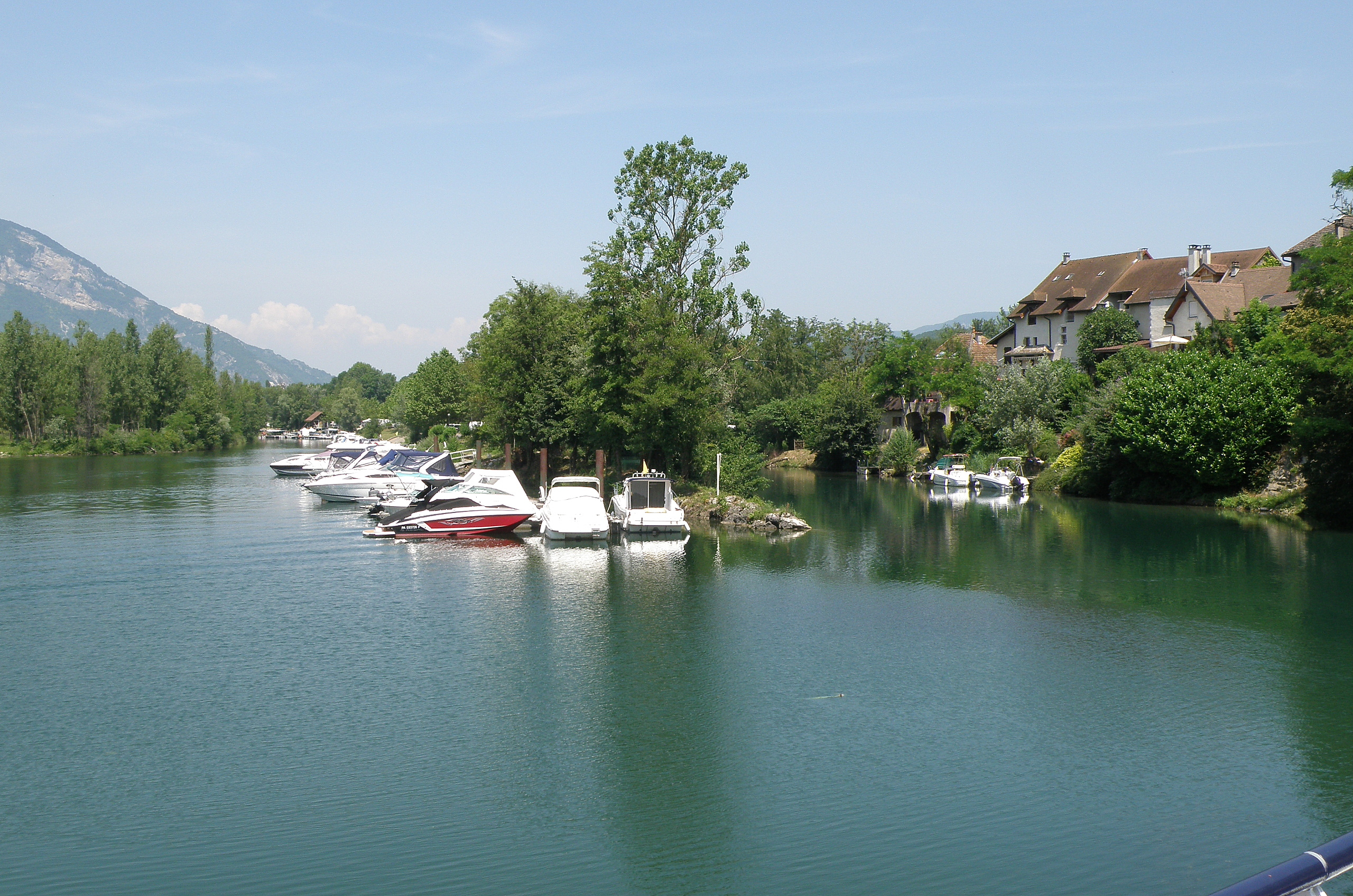
Bootsanleger am Altarm der Rhone
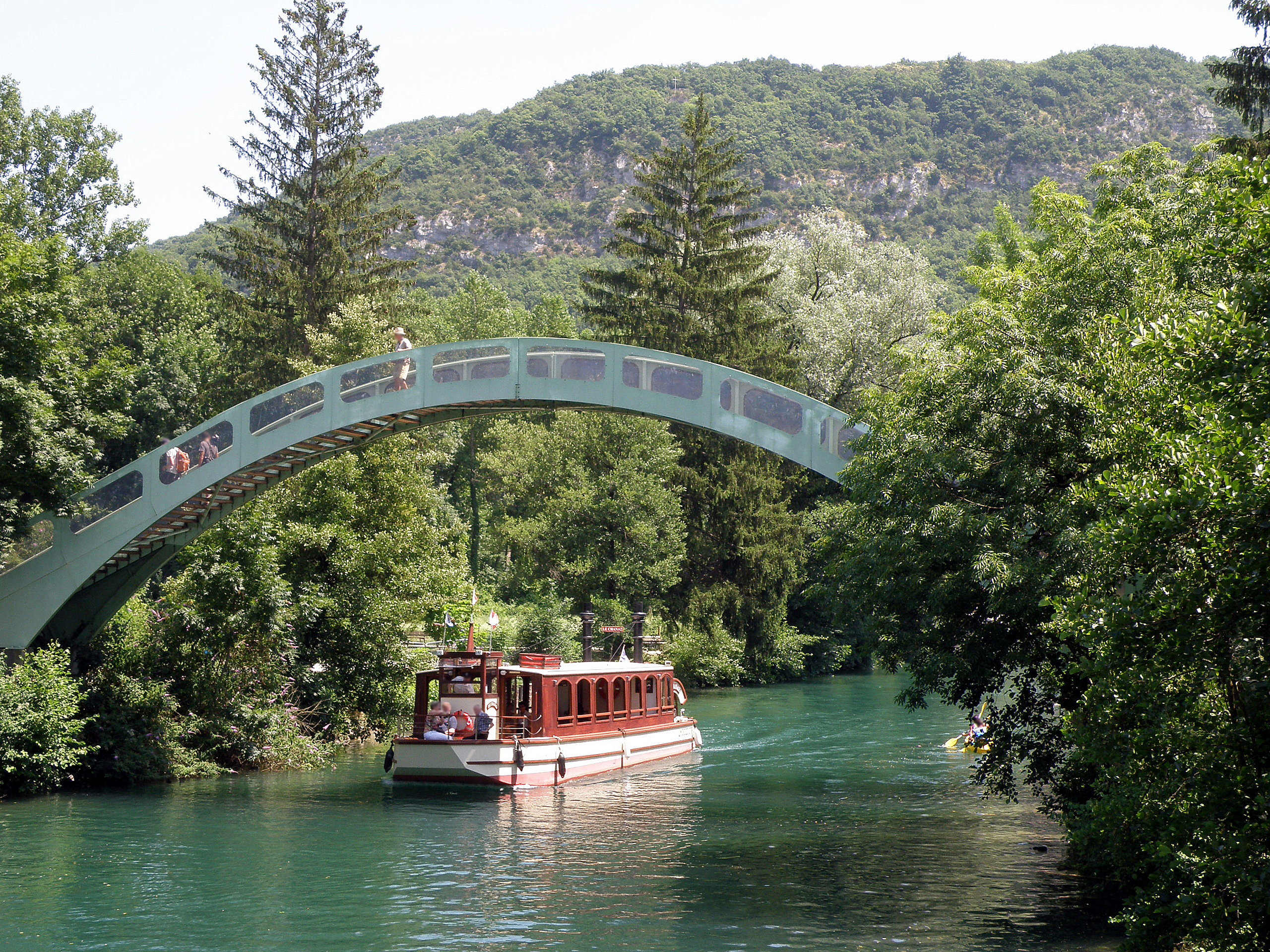
Fußgängerbrücke über den Canal de Savières
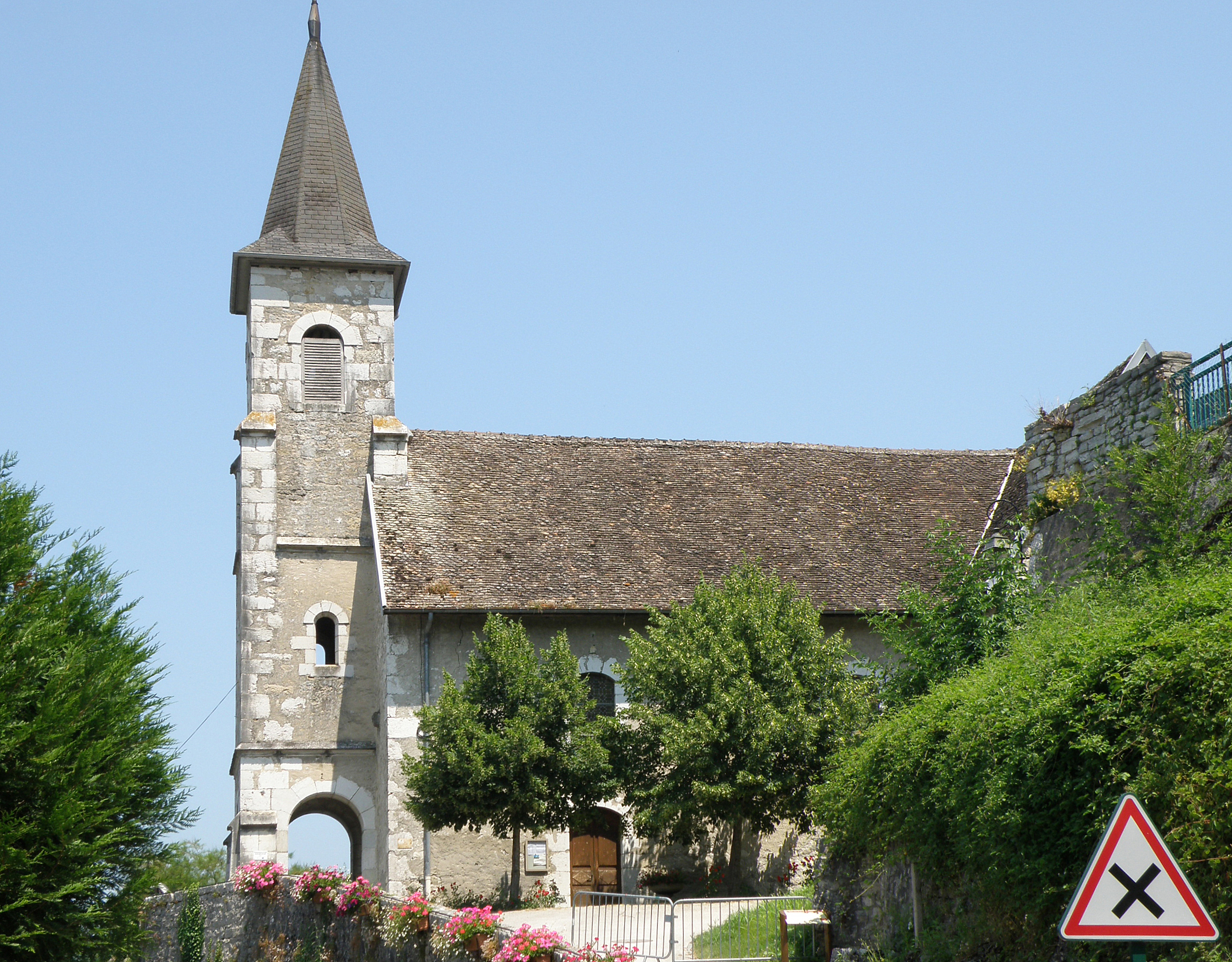
Kirche Sainte-Appolline von Chanaz
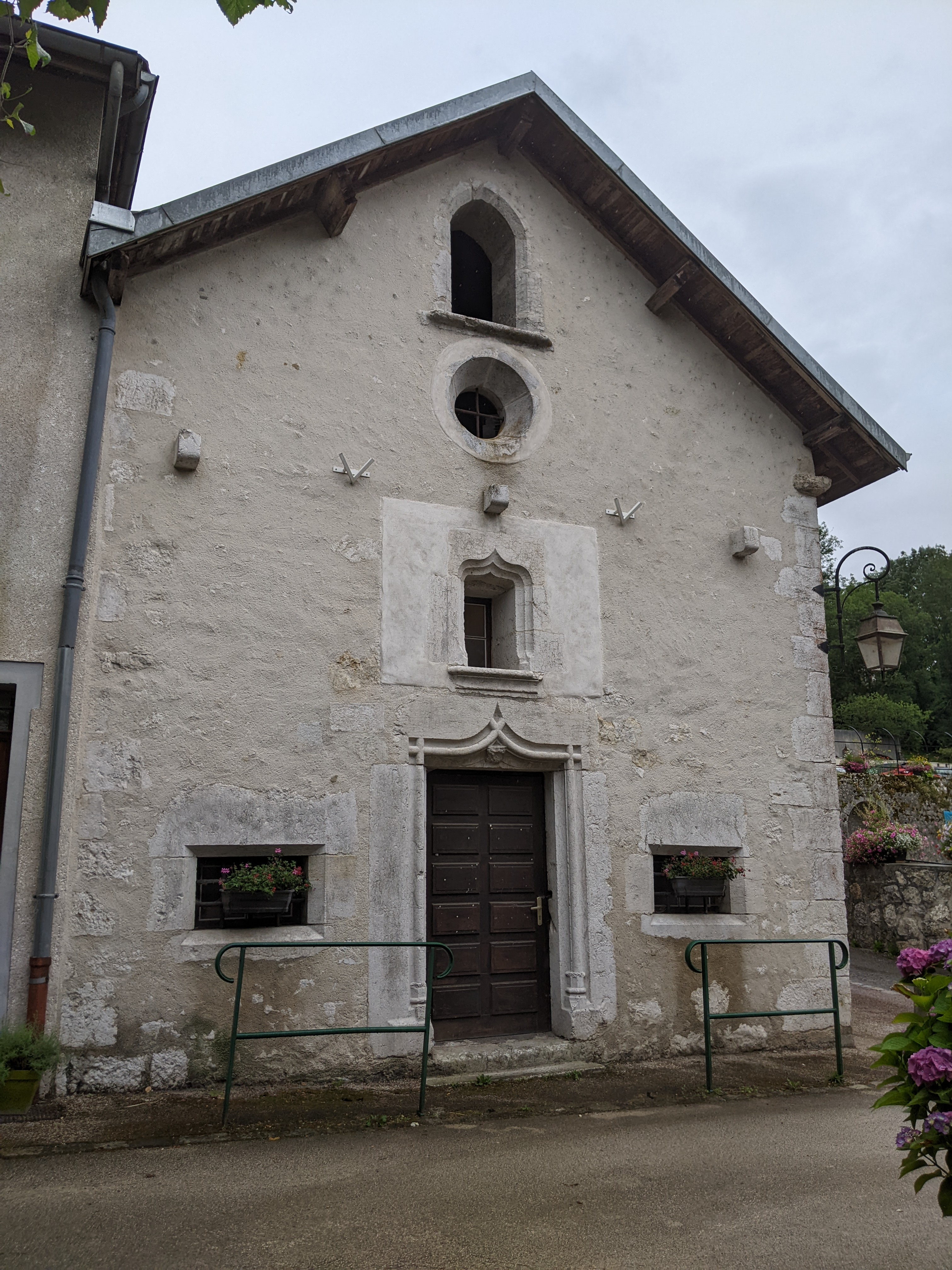
Kapelle Notre-Dame de la Miséricorde

## Bevölkerung
| Jahr                       | 1962 | 1968 | 1975 | 1982 | 1990 | 1999 | 2006 | 2011 | 2020 |
| Einwohner                  | 269  | 263  | 276  | 323  | 416  | 442  | 483  | 506  | 547  |
| Quellen: Cassini und INSEE |      |      |      |      |      |      |      |      |      |

Mit 551 Einwohnern (Stand 1. Januar 2022) gehört Chanaz zu den kleinen Gemeinden des Département Savoie. Nachdem die Einwohnerzahl in der ersten Hälfte des 20. Jahrhunderts rückläufig war, wurde seit Mitte der 1970er Jahre wieder eine deutliche Bevölkerungszunahme verzeichnet.

## Wirtschaft und Infrastruktur
Chanaz war bis weit ins 20. Jahrhundert hinein ein vorwiegend durch die Landwirtschaft und den Kleinhandel geprägtes Dorf. Von Bedeutung ist insbesondere der Weinbau an den Hängen des Mont Landard. Daneben gibt es heute verschiedene Betriebe des lokalen Kleingewerbes. Mittlerweile hat sich das Dorf auch zu einer Wohngemeinde entwickelt. Viele Erwerbstätige sind Pendler, die in den größeren Ortschaften der Umgebung, vor allem im Raum Aix-les-Bains und Chambéry, ihrer Arbeit nachgehen. Dank seinem mittelalterlichen Gepräge und der Lage an Rhone und Canal de Savières profitiert Chanaz vom Tourismus.
Die Ortschaft liegt abseits der größeren Durchgangsstraßen an einer Departementsstraße, die von Yenne nach Ruffieux führt. Weitere Straßenverbindungen besteht mit Chindrieux und Conjux. Der nächste Anschluss an die Autobahn A41 befindet sich in einer Entfernung von rund 24 Kilometern.